# Joseph Barbier de Soligny
 (mai 2025).
Joseph Barbier de Saligny est un homme politique français né le 23 août 1756 à Vitry-le-François (Marne) et décédé le 19 mai 1821 au même lieu.
Avocat, adjoint au maire de Vitry-le-François, il est député de la Marne de 1809 à 1815.
Marié à Vitry-le-François le 20 février 1794 avec Victoire de Saligny (1769-1813), dont postérité :
- Victoire, née le 9 janvier 1795 à Vitry, y décédée le 22 novembre 1863, mariée le 5 février 1823 avec Pierre André Jean-Baptiste de La Fournière.
- Joseph, né le 3 juin 1798, décédé le 28 décembre 1847, juge d'instruction à Châlons,
- Jean-Baptiste, propriétaire, né en 1799, mort à Vitry-le-François le 12 mai 1871.

## Sources
- « Joseph Barbier de Soligny », dans Adolphe Robert et Gaston Cougny, Dictionnaire des parlementaires français, Edgar Bourloton, 1889-1891 [détail de l’édition]
- État-civil